# Schoppernau
Schoppernau is een gemeente in de Oostenrijkse deelstaat Vorarlberg, gelegen in het district Bregenz (B). De gemeente heeft ongeveer 900 inwoners.
In het dorp is er een kerk (gebouwd in 1710) met een fraaie voorgevel, waarschijnlijk in classicistische stijl.

## Geografie
Schoppernau heeft een oppervlakte van 47,64 km². Het ligt in het westen van het land.

## Geschiedenis
Tot in de 10de eeuw lijkt Schoppernau een ongerept oerwoud te zijn geweest. Schoppernau en Au waren de laatsten dorpen die in de achtere Bregenzerwald bevolkt werden. In het begin werd Schoppernau waarschijnlijk gebruikt als weide voor schapen, daar wijst ten minste de naam ("Schappernouw" = Schafau) op. Door de geografische nabijheid ontwikkelden Schoppernau en Au zich op een vergelijkbare manier.

###### Het wapen
Het wapen van Schoppernau is sinds 12 maart 1930 in gebruik. Het is rood met een zilveren spits op de achtergrond. In het midden is er een groene ontwortelde spar te zien, links en rechts van deze bevinden zich twee zilveren koeienklokken. Het heeft een bronzen boordsel.

## Cultuur en bezienswaardigheden

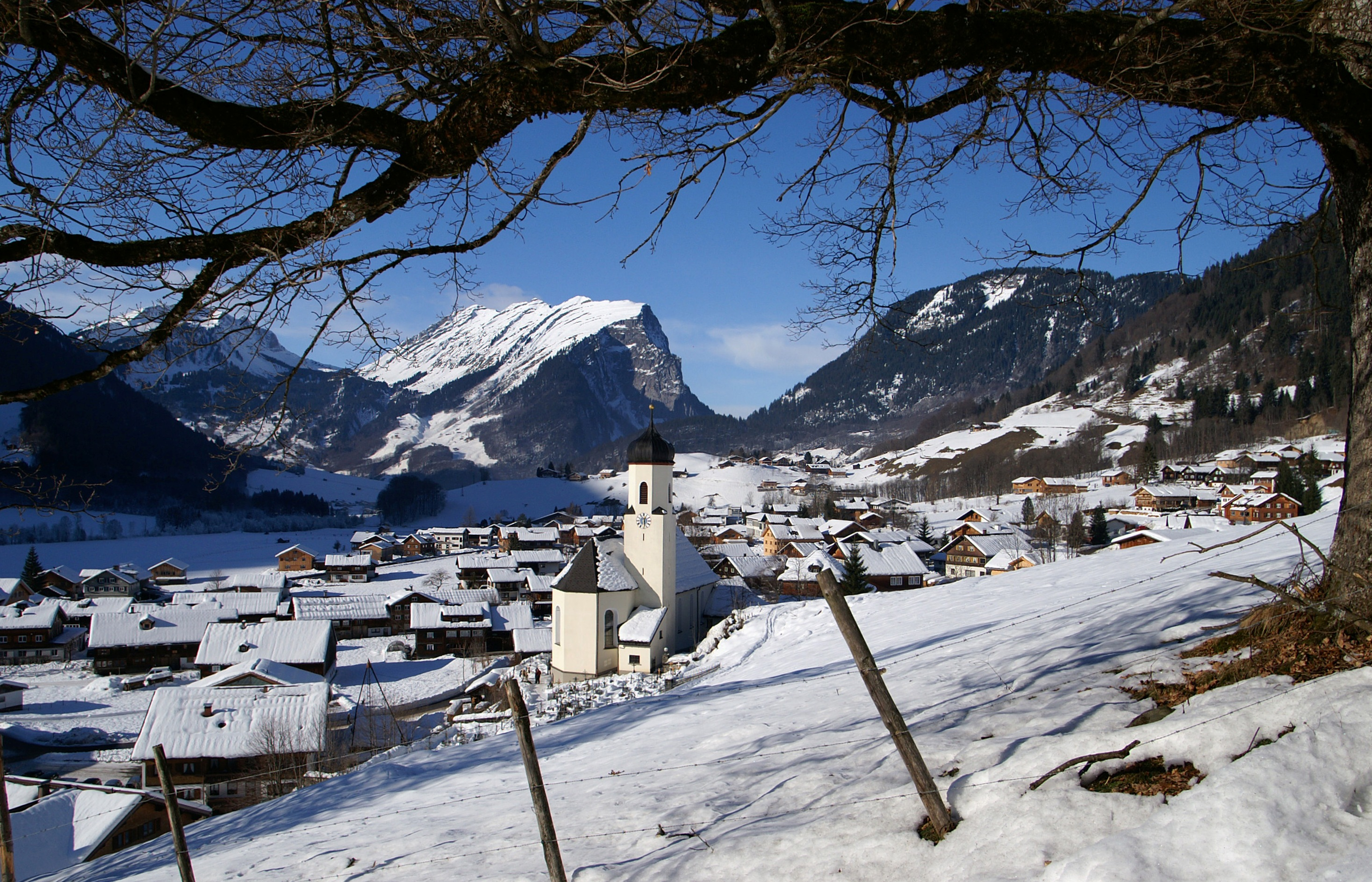
Schoppernau in de winter

Schoppernau maakt deel uit van de Bregenzerwald Umgang (Bregenzerwald wandeling). De wandeling toont de vormgeving van 12 dorpen in het Bregenzerwald. Aan de hand van het landschap, openbare gebouwen, huizen en alledaagse objecten kunnen wandelaars de typische Bregenzerwälder architectuurstijl door de eeuwen heen ervaren. Enkele van de negen gebouwen, die voor het wandelpad in Schoppernau gekozen zijn: Bergkäserei Schoppernau, boerenhuizen, een oude zaagmolen, de brandweer, en de lagere school. 

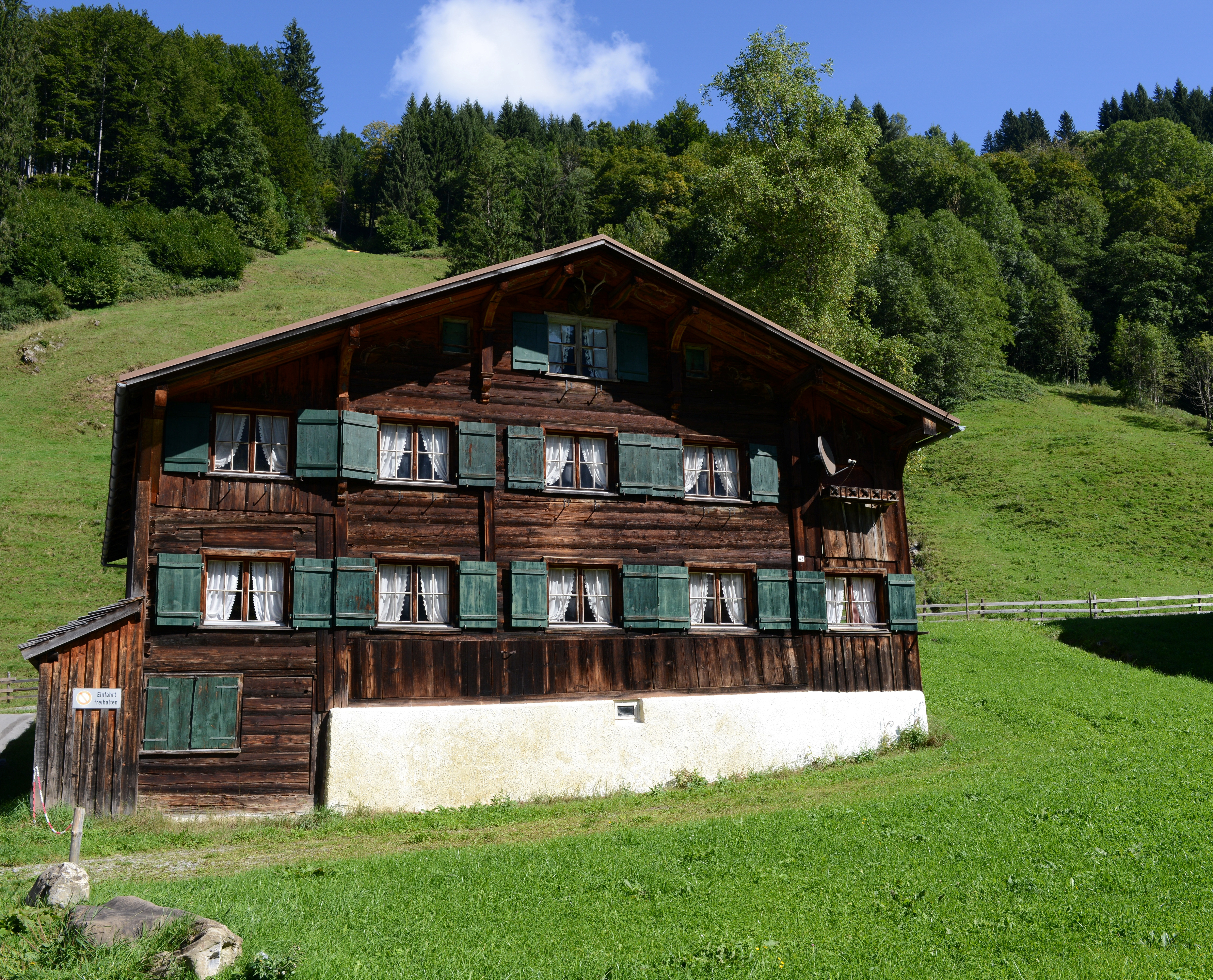
Boerenhuis in Schoppernau (vakwerk, 19e eeuw)

Veel boerenhuizen in het Bregenzerwald zijn zogenoemde vakwerkhuizen met over elkaar gelegde balken en met mos verzegeld.
Het Franz Michael Feldermuseum toont het leven en werk van de auteur, boer en sociale hervormer. Hij wordt geacht als een van de meest bekende historische persoonlijkheden van de Bregenzerwald.
De parochiekerk Schoppernau werd in 1710 door de bouwmeester Johann Brenner von Gräsalp (1664–1749) gebouwd. In 1838 werd er een orgel geïnstalleerd. In 1917 moesten vanwege de Eerste Wereldoorlog alle vier kerkklokken worden afgeleverd.

## Trivia
- Franz Michael Felder (1839 - 1869) werd in Schoppernau geboren. Hij was auteur, boer en sociale hervormer.[5]
- Schoppernau staat in Oostenrijk onder andere bekend om het lied "Vo Mello bis ge Schoppornou" (Vorarlbergs; Van Mellau naar Schoppernau) van de Bregenzerwälder band Holstuonarmusigbigbandclub.[6]